# آرامگاه شاه سلطان عباس
مقبره شاه سلطان عباس مربوط به دوره صفوی است و در قدیم لار، خیابان ساحلی، کوچه اداره ارشاد واقع شده و این اثر در تاریخ ۱۹ مرداد ۱۳۸۴ با شمارهٔ ثبت ۱۲۷۵۸ به‌عنوان یکی از آثار ملی ایران به ثبت رسیده است.